# Le Maître de la Vie
Le Maître de la Vie est un roman de Jean de la Hire publié en feuilleton du 11 septembre 1938 au 17 janvier 1939 dans le quotidien Le Matin. Ce roman est la douzième aventure de la saga littéraire mettant en scène Le Nyctalope.

## Intrigue
Alerté par son ami Dumont-Waren, directeur de l'Agence Universelle d'informations, organisation secrète chargée de collecter toutes les informations à l'échelle de la planète, constate une série de morts par hémorragie cérébrale dans le monde. Ayant l'intuition que ces morts sont liées, Léo Saint-Clair le Nyctalope enquête sur leur origine. Menée en compagnie de son ami Gnô Mitang, cette enquête le mène au Tibet sur les traces d'un individu possédant le pouvoir de tuer à distance.

## Autour de l'œuvre
Dans la bibliographie des ouvrages de Jean de La Hire que Jacques Van Herp dresse en 1972, il ne prend pas en compte ce roman, qu'il soupçonnait une ébauche de La Sorcière nue, aventure du Nyctalope parue en 1954, durant laquelle le Nyctalope enquête sur une série de disparitions dans le sud de la France.
Bien que ce roman-feuilleton n'est jamais été édité en format relié en France, il a fait l'objet d'un publication en langue anglaise en 2022 sous le titre The Nyctalope and The Master of Life par les éditions Black Coast Press.